# Cantó d'Essoyes
El cantó d'Essoyes és un antic cantó francès del departament de l'Aube, situat al districte de Troyes. Té 21 municipis i el cap és Essoyes. Va desaparèixer el 2015.

## Municipis
- Bertignolles
- Beurey
- Buxières-sur-Arce
- Chacenay
- Chervey
- Cunfin
- Éguilly-sous-Bois
- Essoyes
- Fontette
- Landreville
- Loches-sur-Ource
- Longpré-le-Sec
- Magnant
- Montmartin-le-Haut
- Noë-les-Mallets
- Puits-et-Nuisement
- Saint-Usage
- Thieffrain
- Verpillières-sur-Ource
- Vitry-le-Croisé
- Viviers-sur-Artaut

## Història
| Data d'elecció                           | Identitat       | Partit                            | Qualitat |
| ---------------------------------------- | --------------- | --------------------------------- | -------- |
| 1945-1976                                | Paul Robin      | radical                           |          |
| 1976-2001                                | Yann Gaillard   | radical, després UDF, després RPR |          |
| 2001-2015                                | Michel Mercuzot | Divers droite, després UMP        |          |
| les dades anteriors no són pas conegudes |                 |                                   |          |
|                                          |                 |                                   |          |

## Demografia
| A partir de 1990: Població sense dobles comptes |